# Russischer Fußballpokal 1996/97
Der Russische Fußballpokal 1996/97 war die fünfte Austragung des russischen Pokalwettbewerbs der Männer. Pokalsieger wurde Titelverteidiger Lokomotive Moskau. Das Team setzte sich im Finale am 11. Juni 1997 im Eduard-Strelzow-Stadion von Moskau gegen Dynamo Moskau durch.

## Modus
Bis zur 4. Runde wurden die Paarungen nach regionalen Gesichtspunkten gelost. Die Spiele der ersten Runde wurden im April ausgetragen, das Finale im darauffolgenden Jahr im Juni, sodass sich der Pokalwettbewerb über 14 Monate erstreckte. Alle Begegnungen wurden in einem Spiel ausgetragen. Bei unentschiedenem Ausgang wurde zur Ermittlung des Siegers eine Verlängerung gespielt. Stand danach kein Sieger fest, folgte ein Elfmeterschießen. Der Pokalsieger qualifizierte sich für den Europapokal der Pokalsieger.

## Teilnehmende Teams
| Oberste Liga (18) | Oberste Liga (18) | 1. Liga (19) | 1. Liga (19) |
| --- | --- | --- | --- |
| - Dynamo Moskau - Lokomotive Moskau - Spartak Moskau - Torpedo-Luschniki Moskau - ZSKA Moskau - Baltika Kaliningrad - KAMAS Nabereschnyje Tschelny - Krylja Sowetow Samara - FK Lada Toljatti | - Lokomotive Nischni Nowgorod - Rostselmasch Rostow - Rotor Wolgograd - Schemtschuschina Sotschi - Tschernomorez Noworossijsk - Alanija Wladikawkas - Energija-Tekstilschtschik Kamyschin - Uralmasch Jekaterinburg - Zenit St. Petersburg                                                                                  | - Dynamo Stawropol - Druschba Maikop - Fakel Woronesch - Gasowik-Gasprom Ischewsk - Kuban Krasnodar - Lokomotive Tschita - Lokomotive-Saturn St. Petersburg - Metallurg Krasnojarsk - FK Neftechimik Nischnekamsk - Okean Nachodka | - Sarja Leninsk-Kusnezki - Saturn Ramenskoje - Schinnik Jaroslawl - Sokol-PSD Saratow - Spartak Naltschik - Swesda Irkutsk - Torpedo Arsamas - Torpedo Wolschski - Tschkalowez Nowosibirsk |
| 2. Liga (58) | | | |
| - Amkar Perm - Angara Angarsk - Anguscht Nasran - Anschi Machatschkala - Torpedo Armawir - Arsenal Tula - Awangard Kursk - Awtodor Wladikawkas - Awtosaptschast Baksan - FK Don Nowomoskowsk - Dynamo Barnaul - Dynamo Omsk - FK Dynamo St. Petersburg - Dynamo Wologda - Energija Tschaikowski                                | - Energija Pjatigorsk - Industrija Obninsk - Irtysch Omsk - FK Sibir Kurgan - FK SKA-Chabarowsk - FK SKA Rostow - Kolos Krasnodar - FK Gattschina - Iriston Wladikawkas - Kawkaskabel Prochladny - Kosmos Dolgoprudny - ZSK WWS-Kristall Smolensk - Kusbass Kemerewo - Lada Dimitrowgrad - Lokomotive Liski                 | - Metallurg Lipezk - Metallurg Magnitogorsk - Metallurg-Sabsib Nowokusnezk - MTschS Seljatino - Nosta Nowotroizk - Olimp Kislowodsk - Rubin Kasan - Samotlor-XXI Nischnewartowsk - Sawodtschanin Saratow - FK Meschduretschensk - Motor Prokopjewsk - Selenga Ulan-Ude - FK Spartak Rjasan - Spartak Schtschjolkowo                                                         | - Swetotechnika Saransk - Tekstilschtschik Iwanowo - Irtysch Tobolsk - Tom Tomsk - Torpedo Rubzowsk - Torpedo Pawlowo - Torpedo Taganrog - Turbostroitel Kaluga - UralAZ Miass - Wiktorija Nasarowo - Wolgar-Gasprom Astrachan - FK Wolgodonsk - Zenit Ischewsk - Zenit Pensa                                                                          |
| 3. Liga (64) | | | |
| - Astratex Astrachan - Awangard-Kortek Kolomna - Beschtau Lermontow - Bulat Tscherepowez - Chimik Dserschinsk - FK Derbent - Druschba Joschkar-Ola - Dynamo Brjansk - Dynamo Jakutsk - Dynamo-Imamat Machatschkala - Dynamo Michailowka - Dynamo Perm - Lutsch Tula - FK TRASKO Moskau - FK Mosenergo Moskau - Fabus Bronnizky | - FK Oka Kolomna - Gasowik Orenburg - FK Orjol - Lokomotive Jelez - Maschinostroitel Sergijew Possad - Maschinostroitel Pskow - Monolit Moskau - FK Titan Reutow - Torgmasch Ljuberzy - Gornjak Katschkanar - Gornjak Kuschwa - APK Morosowsk - FK Mosdok - Istotschnik Rostow - Krasnogwardejez Moskau - Kristall Djatkowo | - Kristall Sergatsch - Kuban Slawjansk-na-Kubani - Metisnik Magnitogorsk - Metallurg Krasny Sulin - Metallurg Pikaljowo - Metallurg Wyksa - Planeta Bugulma - Neftjanik Pochwistnewo - Neftjanik Jaroslawl - Niwa Slawjansk-na-Kubani - Progress Selenodolsk - Sachalin Cholmsk - Saljut Saratow - Smena-Saturn St. Petersburg - Schachtjor Schachty - Awtomobilist Noginsk | - FK Orechowo - FK Saljut-Jukos Belgorod - Sodowik Sterlitamak - Spartak-Bratskij Juschny - Spartak Kostroma - Spartak Tambow - FK Swesda Perm - Wolga Uljanowsk - Torpedo Wladimir - Tschertanowo Moskau - Wolga Balakowo - Trubnik Kamensk-Uralski - Uralez Nischni Tagil - Wenez Gulkewitschi - Wolotschanin Wyschni Wolotschok - FK Wympel Rybinsk |

Römische Ziffern in Klammern geben die Ligastufe an, an der die Vereine während der Saison 1996 teilnehmen.

## 1. Runde
| Datum      |                                       | Ergebnis              |                                       |
| ---------- | ------------------------------------- | --------------------- | ------------------------------------- |
| 17.04.1996 | Niwa Slawjansk-na-Kubani (IV)         | 2:1                   | Kuban Slawjansk-na-Kubani (IV)        |
| 21.04.1996 | Wolotschanin Wyschni Wolotschok (IV)  | 0:2                   | Neftjanik Jaroslawl (IV)              |
| 21.04.1996 | Wolga Balakowo (IV)                   | 1:5                   | Swetotechnika Saransk (III)           |
| 21.04.1996 | Wenez Gulkewitschi (IV)               | 0:1                   | Kolos Krasnodar (III)                 |
| 21.04.1996 | Turbostroitel Kaluga (III)            | 0:0 n. V. (3:5 i. E.) | FK Spartak Rjasan (III)               |
| 21.04.1996 | Spartak-Bratskij Juschny (III)        | 2:1                   | FK Wolgodonsk (III)                   |
| 21.04.1996 | Spartak Schtschjolkowo (III)          | 1:0                   | Arsenal Tula (III)                    |
| 21.04.1996 | Spartak Kostroma (IV)                 | kampflos              | FK Wympel Rybinsk (IV)                |
| 21.04.1996 | Schachtjor Schachty (IV)              | 2:1                   | Metallurg Krasny Sulin (IV)           |
| 21.04.1996 | FK Saljut-Jukos Belgorod (IV)         | 3:0                   | Metallurg Lipezk (III)                |
| 21.04.1996 | Saljut Saratow (IV)                   | 0:0 n. V. (6:7 i. E.) | Sawodtschanin Saratow (III)           |
| 21.04.1996 | Progress Selenodolsk (IV)             | 5:2                   | Kristall Sergatsch (IV)               |
| 21.04.1996 | Olimp Kislowodsk (III)                | 2:0                   | Energija Pjatigorsk (III)             |
| 21.04.1996 | Neftjanik Pochwistnewo (IV)           | 0:2                   | Zenit Pensa (III)                     |
| 21.04.1996 | Metallurg Wyksa (IV)                  | 1:0                   | Torpedo Pawlowo (III)                 |
| 21.04.1996 | Maschinostroitel Sergijew Possad (IV) | 1:0                   | Kosmos Dolgoprudny (III)              |
| 21.04.1996 | Maschinostroitel Pskow (IV)           | 1:0                   | ZSK WWS-Kristall Smolensk (III)       |
| 21.04.1996 | Lutsch Tula (IV)                      | 1:0                   | FK Don Nowomoskowsk (III)             |
| 21.04.1996 | Lokomotive Jelez (IV)                 | 1:3                   | Lokomotive Liski (III)                |
| 21.04.1996 | Lada Dimitrowgrad (III)               | 4:1                   | Wolga Uljanowsk (IV)                  |
| 21.04.1996 | Kristall Djatkowo (IV)                | 1:4                   | Dynamo Brjansk (IV)                   |
| 21.04.1996 | Chimik Dserschinsk (IV)               | 2:1                   | Torpedo Wladimir (IV)                 |
| 21.04.1996 | Kawkaskabel Prochladny (III)          | 3:0                   | FK Mosdok (IV)                        |
| 21.04.1996 | Istotschnik Rostow (IV)               | 2:0                   | FK SKA Rostow (III)                   |
| 21.04.1996 | Iriston Wladikawkas (III)             | 4:0                   | Awtodor Wladikawkas (III)             |
| 21.04.1996 | Gornjak Katschkanar (IV)              | kampflos              | Uralez Nischni Tagil (IV)             |
| 21.04.1996 | FK Orechowo (IV)                      | 1:0                   | Industrija Obninsk (III)              |
| 21.04.1996 | FK Orjol (IV)                         | 3:1                   | Awangard Kursk (III)                  |
| 21.04.1996 | FK Gattschina (III)                   | kampflos              | Metallurg Pikaljowo (III)             |
| 21.04.1996 | FK Derbent (IV)                       | 1:2                   | Anschi Machatschkala (III)            |
| 21.04.1996 | Fabus Bronnizky (IV)                  | 0:2                   | MTschS Seljatino (III)                |
| 21.04.1996 | Dynamo-Imamat Machatschkala (IV)      | 1:0 n. V.             | Anguscht Nasran (III)                 |
| 21.04.1996 | Dynamo Wologda (III)                  | 1:3 n. V.             | Tekstilschtschik Iwanowo (III)        |
| 21.04.1996 | FK Dynamo St. Petersburg (III)        | kampflos              | Smena-Saturn St. Petersburg (IV)      |
| 21.04.1996 | Dynamo Michailowka (IV)               | 3:1                   | Spartak Tambow (IV)                   |
| 21.04.1996 | Druschba Joschkar-Ola (IV)            | 0:2                   | Rubin Kasan (III)                     |
| 21.04.1996 | Beschtau Lermontow (IV)               | 0:6                   | Awtosaptschast Baksan (III)           |
| 21.04.1996 | Astratex Astrachan (IV)               | 1:0                   | Wolgar-Gasprom Astrachan (III)        |
| 21.04.1996 | APK Morosowsk (IV)                    | 0:1                   | Torpedo Taganrog (III)                |
| 21.04.1996 | Metisnik Magnitogorsk (IV)            | 1:1 n. V. (1:4 i. E.) | UralAZ Miass (III)                    |
| 21.04.1996 | Planeta Bugulma (IV)                  | 2:0                   | Zenit Ischewsk (III)                  |
| 21.04.1996 | Gornjak Kuschwa (IV)                  | 0:2                   | Energija Tschaikowski (III)           |
| 21.04.1996 | Gasowik Orenburg (IV)                 | 0:1                   | Nosta Nowotroizk (III)                |
| 21.04.1996 | Dynamo Perm (IV)                      | 0:6                   | Amkar Perm (III)                      |
| 21.04.1996 | Trubnik Kamensk-Uralski (IV)          | 1:2                   | FK Sibir Kurgan (III)                 |
| 21.04.1996 | Sodowik Sterlitamak (IV)              | 2:1                   | Metallurg Magnitogorsk (III)          |
| 22.04.1996 | Wiktorija Nasarowo (III)              | 5:2                   | Metallurg Krasnojarsk (II)            |
| 22.04.1996 | Torpedo Rubzowsk (III)                | 1:1 n. V. (3:0 i. E.) | Dynamo Barnaul (III)                  |
| 22.04.1996 | Torpedo Armawir (III)                 | 2:1 n. V.             | Kuban Krasnodar (II)                  |
| 22.04.1996 | Torgmasch Ljuberzy (IV)               | 1:1 n. V. (3:4 i. E.) | FK Titan Reutow (IV)                  |
| 22.04.1996 | FK Oka Kolomna (IV)                   | 1:3 n. V.             | Awangard-Kortek Kolomna (IV)          |
| 22.04.1996 | Motor Prokopjewsk (III)               | 0:3                   | Metallurg-Sabsib Nowokusnezk (III)    |
| 22.04.1996 | Monolit Moskau (IV)                   | 2:1                   | FK Mosenergo Moskau (IV)              |
| 22.04.1996 | Irtysch Tobolsk (III)                 | kampflos              | FK Swesda Perm (IV)                   |
| 22.04.1996 | FK Meschduretschensk (III)            | 0:1                   | Kusbass Kemerewo (III)                |
| 22.04.1996 | Tschertanowo Moskau (IV)              | 1:2                   | Krasnogwardejez Moskau (IV)           |
| 22.04.1996 | Bulat Tscherepowez (IV)               | 0:1                   | Lokomotive-Saturn St. Petersburg (II) |
| 22.04.1996 | Awtomobilist Noginsk (IV)             | 6:0                   | FK TRASKO Moskau (IV)                 |
| 22.04.1996 | Dynamo Omsk (III)                     | 3:0                   | Samotlor-XXI Nischnewartowsk (III)    |
| 22.04.1996 | Tom Tomsk (III)                       | 4:0                   | Irtysch Omsk (III)                    |

## 2. Runde
| Datum      |                                       | Ergebnis              |                                       |
| ---------- | ------------------------------------- | --------------------- | ------------------------------------- |
| 01.05.1996 | Krasnogwardejez Moskau (IV)           | 0:0 n. V. (5:4 i. E.) | Monolit Moskau (IV)                   |
| 02.05.1996 | Zenit Pensa (III)                     | 1:0                   | Planeta Bugulma (IV)                  |
| 02.05.1996 | Sawodtschanin Saratow (III)           | 0:1                   | Dynamo Michailowka (IV)               |
| 02.05.1996 | Torpedo Taganrog (III)                | 1:0                   | Torpedo Armawir (III)                 |
| 02.05.1996 | FK SKA-Chabarowsk (III)               | kampflos              | Dynamo Jakutsk (IV)                   |
| 02.05.1996 | Selenga Ulan-Ude (III)                | 1:1 n. V. (4:5 i. E.) | Lokomotive Tschita (II)               |
| 02.05.1996 | Rubin Kasan (III)                     | 1:0                   | Progress Selenodolsk (IV)             |
| 02.05.1996 | Olimp Kislowodsk (III)                | 4:0                   | Spartak-Bratskij Juschny (IV)         |
| 02.05.1996 | Okean Nachodka (II)                   | kampflos              | Sachalin Cholmsk (IV)                 |
| 02.05.1996 | Neftjanik Jaroslawl (IV)              | 2:1 n. V.             | Spartak Kostroma (IV)                 |
| 02.05.1996 | Metallurg-Sabsib Nowokusnezk (III)    | 2:3                   | Torpedo Rubzowsk (III)                |
| 02.05.1996 | MTschS Seljatino (III)                | 2:1                   | FK Titan Reutow (IV)                  |
| 02.05.1996 | Lokomotive-Saturn St. Petersburg (II) | 2:1                   | Tekstilschtschik Iwanowo (III)        |
| 02.05.1996 | Lokomotive Liski (III)                | 3:0                   | FK Spartak Rjasan (III)               |
| 02.05.1996 | Lada Dimitrowgrad (III)               | 2:1                   | Swetotechnika Saransk (III)           |
| 02.05.1996 | Kusbass Kemerewo (III)                | 3:1 n. V.             | Wiktorija Nasarowo (III)              |
| 02.05.1996 | Kolos Krasnodar (III)                 | 5:1                   | Niwa Slawjansk-na-Kubani (IV)         |
| 02.05.1996 | Chimik Dserschinsk (IV)               | 2:2 n. V. (5:4 i. E.) | Metallurg Wyksa (IV)                  |
| 02.05.1996 | Kawkaskabel Prochladny (III)          | 5:0                   | Astratex Astrachan (IV)               |
| 02.05.1996 | Istotschnik Rostow (IV)               | 4:0                   | Schachtjor Schachty (IV)              |
| 02.05.1996 | FK Orjol (IV)                         | 1:0                   | FK Saljut-Jukos Belgorod (IV)         |
| 02.05.1996 | FK Dynamo St. Petersburg (III)        | 0:2 n. V.             | FK Gattschina (III)                   |
| 02.05.1996 | Dynamo Brjansk (IV)                   | 1:0                   | Maschinostroitel Pskow (IV)           |
| 02.05.1996 | Awtosaptschast Baksan (III)           | 3:0                   | Iriston Wladikawkas (III)             |
| 02.05.1996 | Awtomobilist Noginsk (IV)             | 2:0                   | Maschinostroitel Sergijew Possad (IV) |
| 02.05.1996 | Awangard-Kortek Kolomna (IV)          | 2:0                   | FK Orechowo (IV)                      |
| 02.05.1996 | Anschi Machatschkala (III)            | 2:0                   | Dynamo-Imamat Machatschkala (IV)      |
| 02.05.1996 | Angara Angarsk (III)                  | 0:1                   | Swesda Irkutsk (II)                   |
| 02.05.1996 | Uralez Nischni Tagil (IV)             | 2:2 n. V. (5:4 i. E.) | Energija Tschaikowski (III)           |
| 02.05.1996 | Spartak Schtschjolkowo (III)          | 4:3                   | Lutsch Tula (IV)                      |
| 02.05.1996 | FK Sibir Kurgan (III)                 | 1:2                   | UralAZ Miass (III)                    |
| 02.05.1996 | Nosta Nowotroizk (III)                | 2:0                   | Sodowik Sterlitamak (IV)              |
| 02.05.1996 | Amkar Perm (III)                      | 1:1 n. V. (5:3 i. E.) | Irtysch Tobolsk (III)                 |
| 02.05.1996 | Dynamo Omsk (III)                     | 0:1                   | Tom Tomsk (III)                       |

## 3. Runde
| Datum      |                                       | Ergebnis              |                              |
| ---------- | ------------------------------------- | --------------------- | ---------------------------- |
| 30.05.1996 | Kusbass Kemerewo (III)                | 1:0                   | Torpedo Rubzowsk (III)       |
| 30.05.1996 | Dynamo Brjansk (IV)                   | 1:0                   | Neftjanik Jaroslawl (IV)     |
| 30.05.1996 | Tom Tomsk (III)                       | 4:0                   | Amkar Perm (III)             |
| 30.05.1996 | Nosta Nowotroizk (III)                | 2:0                   | Zenit Pensa (III)            |
| 31.05.1996 | Kolos Krasnodar (III)                 | 3:0                   | Torpedo Taganrog (III)       |
| 31.05.1996 | Awtosaptschast Baksan (III)           | 0:0 n. V. (4:3 i. E.) | Olimp Kislowodsk (III)       |
| 01.06.1996 | FK SKA-Chabarowsk (III)               | 2:1                   | Okean Nachodka (II)          |
| 01.06.1996 | Rubin Kasan (III)                     | 5:1                   | Chimik Dserschinsk (IV)      |
| 01.06.1996 | Lokomotive-Saturn St. Petersburg (II) | 1:0                   | FK Gattschina (III)          |
| 01.06.1996 | Lokomotive Liski (III)                | 3:1                   | Spartak Schtschjolkowo (III) |
| 01.06.1996 | Lokomotive Tschita (II)               | 3:1                   | Swesda Irkutsk (II)          |
| 01.06.1996 | Lada Dimitrowgrad (III)               | 3:0                   | Dynamo Michailowka (IV)      |
| 01.06.1996 | Krasnogwardejez Moskau (III)          | 0:5                   | MTschS Seljatino (III)       |
| 01.06.1996 | Kawkaskabel Prochladny (III)          | 0:2                   | Anschi Machatschkala (III)   |
| 01.06.1996 | FK Orjol (IV)                         | 2:1                   | Istotschnik Rostow (IV)      |
| 01.06.1996 | Awangard-Kortek Kolomna (IV)          | 0:2                   | Awtomobilist Noginsk (IV)    |
| 01.06.1996 | UralAZ Miass (III)                    | 3:1                   | Uralez Nischni Tagil (IV)    |

## 4. Runde
Die Erstligisten FK Lada Toljatti und Zenit St. Petersburg stiegen in dieser Runde ein.
| Datum      |                                       | Ergebnis              |                                  |
| ---------- | ------------------------------------- | --------------------- | -------------------------------- |
| 29.06.1996 | Lokomotive Liski (III)                | 1:3                   | Fakel Woronesch (II)             |
| 30.06.1996 | Tom Tomsk (III)                       | 7:0                   | Tschkalowez Nowosibirsk (II)     |
| 30.06.1996 | Rubin Kasan (III)                     | 0:2                   | FK Lada Toljatti (I)             |
| 30.06.1996 | MTschS Seljatino (III)                | 1:1 n. V. (3:4 i. E.) | Saturn Ramenskoje (II)           |
| 30.06.1996 | Lokomotive-Saturn St. Petersburg (II) | 0:1 n. V.             | Zenit St. Petersburg (I)         |
| 30.06.1996 | Lokomotive Tschita (II)               | 1:1 n. V. (4:2 i. E.) | FK SKA-Chabarowsk (III)          |
| 30.06.1996 | Lada Dimitrowgrad (III)               | 2:0                   | Torpedo Wolschski (I)            |
| 30.06.1996 | Kusbass Kemerewo (III)                | 0:1                   | Sarja Leninsk-Kusnezki (II)      |
| 30.06.1996 | Kolos Krasnodar (III)                 | 1:2                   | Druschba Maikop (I)              |
| 30.06.1996 | FK Orjol (IV)                         | 2:1                   | Sokol-PSD Saratow (II)           |
| 30.06.1996 | Dynamo Brjansk (IV)                   | 2:3                   | Schinnik Jaroslawl (II)          |
| 30.06.1996 | Awtosaptschast Baksan (III)           | 3:1                   | Dynamo Stawropol (II)            |
| 30.06.1996 | Awtomobilist Noginsk (IV)             | 2:1 n. V.             | Torpedo Arsamas (II)             |
| 30.06.1996 | Anschi Machatschkala (III)            | 8:0                   | Spartak Naltschik (II)           |
| 30.06.1996 | UralAZ Miass (III)                    | 2:0                   | Gasowik-Gasprom Ischewsk (II)    |
| 30.06.1996 | Nosta Nowotroizk (III)                | 2:1                   | FK Neftechimik Nischnekamsk (II) |

## 5. Runde
Die anderen 16 Erstligisten starteten in dieser Runde und traten auswärts an.
| Datum      |                             | Ergebnis  |                                         |
| ---------- | --------------------------- | --------- | --------------------------------------- |
| 03.08.1996 | Druschba Maikop (II)        | 1:2 n. V. | Rostselmasch Rostow (I)                 |
| 14.08.1996 | Zenit St. Petersburg (I)    | 5:0       | Energija-Tekstilschtschik Kamyschin (I) |
| 14.08.1996 | Tom Tomsk (III)             | 0:2       | Krylja Sowetow Samara (I)               |
| 14.08.1996 | Lokomotive Tschita (II)     | kampflos  | Uralmasch Jekaterinburg (I)             |
| 14.08.1996 | FK Orjol (IV)               | 1:0       | Schemtschuschina Sotschi (I)            |
| 14.08.1996 | Anschi Machatschkala (III)  | 0:2       | Alanija Wladikawkas (I)                 |
| 14.08.1996 | UralAZ Miass (III)          | 2:0       | Baltika Kaliningrad (I)                 |
| 14.08.1996 | Sarja Leninsk-Kusnezki (II) | 5:1       | KAMAS Nabereschnyje Tschelny (I)        |
| 20.08.1996 | Nosta Nowotroizk (III)      | 1:2       | Lokomotive Moskau (I)                   |
| 21.08.1996 | Awtosaptschast Baksan (III) | 2:1 n. V. | Tschernomorez Noworossijsk (I)          |
| 24.09.1996 | FK Lada Toljatti (I)        | 1:0       | Lokomotive Nischni Nowgorod (I)         |
| 15.10.1996 | Lada Dimitrowgrad (III)     | 2:3       | Rotor Wolgograd (I)                     |
| 15.10.1996 | Fakel Woronesch (II)        | 0:1       | Torpedo-Luschniki Moskau (I)            |
| 06.11.1996 | Schinnik Jaroslawl (II)     | 1:3       | Dynamo Moskau (I)                       |
| 08.04.1997 | Saturn Ramenskoje (II)      | 0:2       | ZSKA Moskau (I)                         |
| 08.04.1997 | Awtomobilist Noginsk (IV)   | 0:1       | Spartak Moskau (I)                      |

## Achtelfinale
| Datum      |                              | Ergebnis              |                             |
| ---------- | ---------------------------- | --------------------- | --------------------------- |
| 15.04.1997 | Spartak Moskau (I)           | 4:1                   | Rostselmasch Rostow (I)     |
| 15.04.1997 | Rotor Wolgograd (I)          | 4:0                   | Awtosaptschast Baksan III)  |
| 15.04.1997 | Lokomotive Moskau (I)        | 5:0                   | UralAZ Miass (III)          |
| 15.04.1997 | Dynamo Moskau (I)            | 1:0                   | FK Orjol (IV)               |
| 16.04.1997 | Zenit St. Petersburg (I)     | 0:0 n. V. (4:3 i. E.) | Lokomotive Tschita (II)     |
| 16.04.1997 | Torpedo-Luschniki Moskau (I) | 6:1                   | FK Lada Toljatti (I)        |
| 16.04.1997 | Krylja Sowetow Samara (I)    | 1:0                   | Alanija Wladikawkas (I)     |
| 16.04.1997 | ZSKA Moskau (I)              | 0:0 n. V. (7:8 i. E.) | Sarja Leninsk-Kusnezki (II) |

## Viertelfinale
| Datum      |                              | Ergebnis |                          |
| ---------- | ---------------------------- | -------- | ------------------------ |
| 06.05.1997 | Sarja Leninsk-Kusnezki (II)  | 0:2      | Dynamo Moskau (I)        |
| 07.05.1997 | Spartak Moskau (I)           | 0:1      | Zenit St. Petersburg (I) |
| 20.05.1997 | Krylja Sowetow Samara (I)    | 1:0      | Rotor Wolgograd (I)      |
| 21.05.1997 | Torpedo-Luschniki Moskau (I) | 1:2      | Lokomotive Moskau (I)    |

## Halbfinale
| Datum      |                       | Ergebnis |                           |
| ---------- | --------------------- | -------- | ------------------------- |
| 27.05.1997 | Dynamo Moskau (I)     | 1:0      | Zenit St. Petersburg (I)  |
| 28.05.1997 | Lokomotive Moskau (I) | 1:0      | Krylja Sowetow Samara (I) |

## Finale
| Paarung           | Lokomotive Moskau – Dynamo Moskau |
| Ergebnis          | 2:0 (1:0) |
| Datum             | 11. Juni 1997 |
| Stadion           | Eduard-Strelzow-Stadion, Moskau |
| Zuschauer         | 13.800 |
| Schiedsrichter    | Wladimit Owtschinnikow |
| Tore              | 1:0 Aleksandr Smirnow (25.) 2:0 Jewgeni Charlatschjow (78.) |
| Lokomotive Moskau | Sergei Owtschinnikow – Aleksei Arifullin, Juri Drosdow, Jewgeni Charlatschjow, Andrei Solomatin – Igor Tschugainow, Aleksei Kosolapow , Sjarhej Hurenka, Alexander Borodjuk (71. Sasa Dschanaschia) – Igor Tscherewtschenko (47. Wladimir Maminow), Aleksandr Smirnow (87. Oleg Garin) Cheftrainer: Juri Sjomin |
| Dynamo Moskau     | Andrei Smetanin – Eryk Jachimowitsch, Juri Kowtun, Andrej Astrouski, Sjarhej Schtanjuk – Andrei Kobelew, Sergei Grischin, Wladimir Skokow (64. Aleksandr Totschilin), Oleg Sergejew (48. Andrei Djomkin) – Sergei Nekrassow (52. Aljaksandr Kultschy), Oleg Terjochin Cheftrainer: Adamas Golodez               |
| Gelbe Karten      | Jewgeni Charlatschjow – Juri Kowtun, Andrei Smetanin |
| Platzverweise     | keine – Andrei Kobelew (89.) |